# Chapelle de l'Arrier
La chapelle de l'Arrier est une chapelle située à Bourganeuf dans le département français de la Creuse, en région Nouvelle-Aquitaine.

## Historique
Construite au XIIe siècle, la chapelle a été restaurée en 1612 par les Pénitents Blancs. Fermée au public pour son mauvais état, elle est mise en vente avec un projet local de reconversion en restaurant.

### Protection
La chapelle est inscrite au titre des monuments historiques par arrêté du 15 septembre 1937.

## Description
La chapelle comprend une nef avec charpente, quatre chapelles latérales voûtées, et des éléments anciens comme des baies en tiers-point et des contreforts. Elle est gravement endommagée, notamment par l’effondrement partiel de la toiture et des infiltrations d’eau.